# (33902) Ingoldsby
2000 KU64 (asteroide 33902) é um asteroide da cintura principal. Possui uma excentricidade de 0.10662260 e uma inclinação de 4.14217º.
Este asteroide foi descoberto no dia 27 de maio de 2000 por LINEAR em Socorro.